# Gobierno Regional de Valparaíso
El Gobierno Regional de Valparaíso es el órgano con personalidad jurídica de derecho público y patrimonio propio, que tiene a su cargo la administración superior de la Región de Valparaíso, Chile, y cuya finalidad es el desarrollo social, cultural y económico de ésta. Tiene su sede en la capital regional, la ciudad de Valparaíso.
Está constituido por el Gobernador Regional y el Consejo Regional.

## Gobernador Regional de Valparaíso
Dentro de las facultades que le corresponden al Gobernador, es ser el órgano ejecutivo del gobierno regional, correspondiéndole presidir el consejo regional y ejercer las funciones y atribuciones que la ley orgánica constitucional determine, en coordinación con los demás órganos y servicios públicos creados para el cumplimiento de la función administrativa. Asimismo, le corresponde la coordinación, supervigilancia o fiscalización de los servicios públicos que dependan o se relacionen con el gobierno regional, sin embargo su figura no es un representante del Presidente de la República en la región, para tal representación la ley 20.990 creó el cargo de Delegado Presidencial Regional de Valparaíso.
Desde el 14 de julio de 2021 el gobernador regional es Rodrigo Mundaca Cabrera (Ind.).

## Consejo Regional de Valparaíso
El Consejo Regional de la Región de Valparaíso es un órgano de carácter normativo, resolutivo y fiscalizador, dentro del ámbito propio de competencia del Gobierno Regional, encargado de hacer efectiva la participación de la ciudadanía regional y ejercer las atribuciones que la ley orgánica constitucional respectiva le encomienda.
Está integrado por 28 consejeros elegidos por sufragio universal en votación directa, de cada una de las 8 provincias de la región (9 por Valparaíso; 4 por Marga Marga; 3 por San Felipe; 3 por San Antonio; 3 por Quillota; 2 por Los Andes; 2 por Petorca; y 2 por la Isla de Pascua), que duran 4 años en sus cargos y pueden ser reelegidos.  

### Listado de consejeros regionales
El consejo regional está compuesto, para el periodo 2025-2029, por:
| Provincia            | Consejero                  | Partido | Partido   | Periodo                      |
| -------------------- | -------------------------- | ------- | --------- | ---------------------------- |
| Valparaíso I (Norte) | Marcela Varas Fuentes      |         | PPD       | Desde el 6 de enero de 2025  |
| Valparaíso I (Norte) | Tania Valenzuela Rossi     |         | FA        | Desde el 11 de marzo de 2018 |
| Valparaíso I (Norte) | Javier Venegas Muñoz       |         | PRCh      | Desde el 6 de enero de 2025  |
| Valparaíso I (Norte) | Osvaldo Urrutia Soto       |         | UDI       | Desde el 6 de enero de 2025  |
| Valparaíso I (Norte) | Catalina Thauby Krebs      |         | PRCh      | Desde el 6 de enero de 2025  |
| Valparaíso II (Sur)  | Paula Rosso Montenegro     |         | FA        | Desde el 6 de enero de 2025  |
| Valparaíso II (Sur)  | Omar Valdivia Álvarez      |         | PPD       | Desde el 6 de enero de 2025  |
| Valparaíso II (Sur)  | José Luis Miranda Muñoz    |         | PRCh      | Desde el 11 de marzo de 2022 |
| Valparaíso II (Sur)  | Paulina Yáñez Gula         |         | PRCh      | Desde el 6 de enero de 2025  |
| Isla de Pascua       | Sabrina Tuki Pont          |         | EVO       | Desde el 6 de enero de 2025  |
| Isla de Pascua       | Francisco Haoa Hotus       |         | Ind-PS    | Desde el 6 de enero de 2025  |
| Los Andes            | María Rodríguez Herrera    |         | Ind-FREVS | Desde el 11 de marzo de 2018 |
| Los Andes            | Edith Quiroz Ortiz         |         | RN        | Desde el 11 de marzo de 2018 |
| Marga Marga          | María Rubilar Muñoz        |         | FA        | Desde el 6 de enero de 2025  |
| Marga Marga          | Emmanuel Olfos Vargas      |         | Ind-RN    | Desde el 6 de enero de 2025  |
| Marga Marga          | Elsa Bueno Cortés          |         | PRCh      | Desde el 6 de enero de 2025  |
| Marga Marga          | Cristián Fuentes Duque     |         | PRCh      | Desde el 6 de enero de 2025  |
| Petorca              | Juan Ibacache Ibacache     |         | RN        | Desde el 6 de enero de 2025  |
| Petorca              | Christian Pinilla Ibacache |         | PRCh      | Desde el 6 de enero de 2025  |
| Quillota             | Giselle Ahumada Espina     |         | Ind-PC    | Desde el 6 de enero de 2025  |
| Quillota             | Felipe Córdoba Araya       |         | PRCh      | Desde el 6 de enero de 2025  |
| Quillota             | Lautaro Correa Castillo    |         | Ind-PS    | Desde el 6 de enero de 2025  |
| San Antonio          | Romy Farías Caballero      |         | PDC       | Desde el 6 de enero de 2025  |
| San Antonio          | Mauricio López Castillo    |         | PRCh      | Desde el 6 de enero de 2025  |
| San Antonio          | Paola Zamorano Arratia     |         | RN        | Desde el 11 de marzo de 2022 |
| San Felipe           | Rodolfo Silva González     |         | Ind-RN    | Desde el 6 de enero de 2025  |
| San Felipe           | Maricel Martínez Vicencio  |         | PPD       | Desde el 6 de enero de 2025  |
| San Felipe           | Fernando Astorga Terraza   |         | PRCh      | Desde el 6 de enero de 2025  |